# 운중도서관
운중도서관은 경기도 성남시 분당구 운중동 소재의 도서관이다.

## 연혁
- 2011년 10월 14일 운중도서관 착공
- 2012년 9월 11일 운중도서관 운영계획(판교도서관 분관운영)
- 2013년 1월 4일 운중도서관 준공
- 2013년 4월 9일 운중도서관 개관

## 시설현황
- 2층: 열람실1, 열람실2(노트북실)
- 1층: 문헌정보실, 어린이열람실
- 지하1층: 문화교실, 보존서고, 매점, 시청각실

## 이용 안내
이용 안내
- 문헌정보실(디지털자료실): 평일 09:00 ~ 20:00 / 토·일요일 09:00 ~ 18:00 - 매주 월요일 및 공휴일 휴실
- 어린이열람실: 매일 09:00 ~ 18:00 - 매주 월요일 및 공휴일 휴실
- 일반열람실: 매일 07:00 ~ 22:00 - 매월 첫째,셋째 월요일 휴실

휴관일
- 정기휴관일(첫째, 셋째 월요일)
- 신정, 설날·추석연휴
- 특별한 사유로 도서관장이 지정한 날